# Joachim Jerichow
Johan Joachim Jerichow (* 18. Juli 1969 in Hillerød) ist ein ehemaliger dänischer Basketballspieler.

## Leben
Jerichow begann seine Basketballkarriere auf Vereinsebene im Alter von 13 Jahren beim Værløse Basketball Klub. Der 2,02 Meter große Innenspieler spielte und studierte 1989/90 lang am Orchard Lake St. Mary’s College (US-Bundesstaat Michigan) und von 1992 bis 1994 an der Chaminade University of Honolulu, in der Saison 1992/93 führte er die Hochschulmannschaft mit 14,9 Punkten pro Begegnung an.
1994 kehrte Jerichow in sein Heimatland zurück und verstärkte Værløse in der ersten dänischen Liga. 1995/96 wurde er dänischer Meister. 1996 wechselte er zum italienischen Serie-A-Klub Mash Verona, spielte dort bis 1999 und gewann 1997/98 mit der Mannschaft den europäischen Vereinswettbewerb Korać-Cup. 1999/2000 stand er in derselben Liga in Diensten von Lineltex Imola. 2000/01 stand er beim italienischen Zweitligisten Record Cucine Neapel unter Vertrag, im Mai 2001 zog er sich einen Kreuzbandriss zu. Zum Abschluss seiner Karriere im Spieljahr 2001/02 spielte Jerichow in Dänemark bei BF København.
Er trug in 57 A-Länderspielen das Hemd der dänischen Nationalmannschaft.